# ○聖一覧
○聖一覧（まるせいいちらん）は、「書聖」王羲之、「詩聖」杜甫などと、とある分野の功績や実績などから「〇聖」と称される人物の一覧である。
本一覧では、信用可能な文献などでその確認が可能なもののみ取り扱うものとし、引用する媒体がブログなどの不明確なものしかないものに関しては取り扱わないものとする。また、ここでいう「確認が可能なもの」とは、その人物が何かを発明したり、何かを広めるのに尽力した人物であることを証明する文献などではなく、その文献の中で「〇聖」もしくはそれに類する表現で表記されているものを指す。
本一覧では、英語文献でのみその存在が確認されたものについては、五十音表では英語文献に掲載されていた通称をそのまま載せた上で、それに対応すると考えられる日本語訳を括弧書きで掲載している。
また、名前を五十音順に並べる際は、東洋人名はフルネームを、西洋人名などは一番下の名前を元に並べ替えるようにしている。但し、西洋人名の中で一番下の名前だけでなく、その上の名前も一緒に呼ぶことが通例となっていると判断される場合はこの限りではない。

## 五十音順
- 会田安明（あいだ・やすあき） - 山形の算聖[1]
- 王羲之（おうぎし） - 書聖[2][3]
- 緒方春朔（おがた・しゅんさく） - 医聖[4]
- 柿本人麻呂（かきのもとのひとまろ） - 歌聖[5][6]
- 関羽（かんう） - 武聖[7]
- 北村宗龍（きたむら・そうりゅう） - 近江の医聖[8]
- 孔子（こうし） - 文聖[7]
- 康有為（こうゆうい） - 文聖[9]
- 澤井健一（さわい・けんいち） - 拳聖[10]
- 杉田玄白（すぎた・げんぱく） - 医聖[11][12]
- 関孝和（せき・たかかず） - 算聖[13][14]
- 雪舟（せっしゅう） - 画聖[15][16]
- 田代三喜（たしろ・さんき） - 医聖[17][18]
- 張機（ちょうき） - 医聖[19][20]
- 張勲（ちょうくん） - 武聖[9]
- ジャック・デンプシー - 拳聖[21][22]
- 常陸山谷右エ門 - 角聖[23][24]
- 杜甫（とほ） - 詩聖[2]
- 永田徳本（ながた・とくほん） - 医聖[25][26]
- 二宮敬作（にのみや・けいさく） - 医聖[27]
- 野口英世（のぐち・ひでよ） - 医聖[28]
- 華岡青洲（はなおか・せいしゅう） - 医聖[29][30]
- ヒポクラテス - 医聖[31][32]
- 藤原成通（ふじわらのなりみち） - 蹴聖[33][34]
- 二木謙三（ふたき・けんぞう） - 医聖[35]
- ルートヴィヒ・ヴァン・ベートーヴェン - 楽聖[36][37]
- 松尾芭蕉（まつお・ばしょう） - 俳聖[6]
- 曲直瀬道三（まなせ・どうさん） - 医聖[38]
- 眞鍋嘉一郎（まなべ・かいちろう） - 医聖[39][40]
- 山部赤人（やまべのあかひと） - 歌聖[5]